# Kaszó
Kaszó törpefalu Somogy vármegyében, a Nagyatádi járásban. Az erdőkkel teljesen körülvett település ma leginkább vadászati lehetőségeiről ismert, valamint kisvasútjának, játszótereinek és tanösvényeinek köszönhetően különösen a kisgyermekes családok számára kedvelt turisztikai célpont.

## Fekvése
Somogy vármegye déli erdeiben bújik meg a korábban többnyire csak Kaszópuszta néven emlegetett aprócska település, mely a jelenlegi nevét 1994 óta viselheti. Népszerűségét nagyban köszönheti a környező erdők bőséges vadállományának, amely miatt a vidék Magyarország egyik legjobb minőségű vadászterületének számít. Közelében – lakott területétől alig egy kilométerre nyugatra – terül el a Baláta-tó, ami elsősorban egy ritka húsevő növény, az aldrovanda (Aldrovanda vesiculosa) itteni előfordulása miatt nevezetes, de ezen felül is gazdag élővilággal büszkélkedhet. 
A közvetlenül határos települések: észak felől Inke, északkelet felől Vése, kelet felől Somogyszob, délkelet felől Bolhás, délnyugat felől Szenta, nyugat felől Somogycsicsó és Iharos, északnyugat felől pedig Iharosberény.

### Megközelítése
A kis község (vagy inkább csekély lakosságát tekintve mindössze puszta) gépjárművel csak Somogyszob központjából közelíthető meg, a 6814-es útról nyugat felé letérve. Azon kevés magyarországi település egyike, melyek területét országos közút egyáltalán nem érinti.
Önálló tömegközlekedési kapcsolata nincs, a legközelebbi buszmegálló a falutól 7,1 kilométerre, Somogyszobon található.

## Története

### Korai emlékek
Az első írásos emlék az 1398. május 5-én Zsigmond király aláírásával keltezett, eredetileg latin nyelven íródott oklevél volt, melyben még Kazaw birtok írásmóddal jelölik. 1495. május 25-én Szent Urbán pápa ünnepén íródott oklevél szerint II. Ulászló a Báthoriaknak adományozta sok egyéb között Kaszót is, amely ekkor még Kiskaszó és Nagykaszó néven jelent meg az okiratban.
Báthori Istvánt 1519. május 28-án az ország nádorává választották. Ezt követően a török idők következtek, ami Somogy vármegyét különösen megviselte, az idegen uralom idejében szinte el is néptelenedett, falvak tűntek el nyomtalanul. Így közel két évszázadon keresztül nem hallhattunk Kaszóról, ami Zsigmond idejében még 3 részből állt. A környék sűrű erdős és lápos vidéke nagyon sok üldözöttnek adhatott menedéket.

### 18. század
1715-ben gróf Nádasy Tamás birtokában találhatjuk a vidéket, amelynek ekkor a legnagyobb települése Somogyszob volt mindössze 8 háztartással. 1764-ben a haditanács kérelemmel fordult Mária Teréziához, amelyben olyan térképek elkészítését szorgalmazták, amik minden tekintetben kielégítik a hadvezetés igényeit. Somogy felmérésére csak 1783-ban valamint 1794-ben kerülhetett sor: az ekkor készült térképeken már ott találhatjuk Kaszót is a Baláta-tó közelségében. A térképről még azt is kivehetjük, hogy a Baláta-tó környékén két, egymáshoz nagyon közel eső település is található. Későbbi térképekkel összevetve már bizonyos, hogy a Baláta felőli részen állt a Baláta csárda, ami a mai Szenta határának környékére tehető és az 1800-as évek elején gróf Festetics György birtoka volt. A másik itteni csárda a kaszói csárda, aminek tulajdonosa ekkor az esztergomi főkáptalan volt.

### 19. század
A múlt századokban már a gyakorta megjelenő helységnévtáraknak köszönhetően jobban nyomonkísérhetőek a települések, de Kaszóról ezekben sem találhatunk sok mindent, mivel pusztaként közigazgatásilag Somogyszobhoz tartozott. Az 1863-ban a marcali járásba tartozó Szobnak Kaszóval, Nagy- és Kis-Baráti pusztákkal összesen 980 lakosa volt. 1898-ban Kaszó szintén Szobhoz tartozott, amely ekkor már saját postahivatallal is rendelkezett. Magyarország helységnévtára 1902-ben már külön is jelölte a Szobhoz tartozó Kaszót, amely ekkor 44 lelket számlált. A környéken megélhetést egyedül az erdő kínált, a makkosban kanászok hajtották a kondát, sok szénégető is letelepedett itt, de leginkább a vadászat tette népszerűvé. Ezt mi sem bizonyítja jobban, mint hogy a Habsburgok is előszeretettel vadásztak erre. Régi feljegyzésekkel bizonyítható, hogy 1887 áprilisában Rudolf trónörökös három napig cserkészett itt és 52 darab őzbak volt a zsákmány. Ferenc Ferdinánd 1899-ben 66, 1902-ben 93, majd 1906-ban 40 őzet ejtett a Drávától a Balátáig, illetve Taranyig terjedő erdőben. De megfordult itt a walesi herceg is, aki 1901-ben VII. Edward néven került az angol trónra.

### A 20. század elején — Hohenlohe herceg korában
A vadászat rajongója, Hohenlohe herceg a vidéken folytatott néhány vadászata után 1909-ben megszerezte a vadászati bérlet jogát az esztergomi főkáptalantól, majd 1911-ben megvásárolta 7 millió aranykoronáért a 10 000 kataszteri holdas birtokot, amelyből 3500 kataszteri hold erdő, valamint 6500 kataszteri hold szántó, rét és legelő volt. De ez csak a kezdet volt, ezt követően megvette Festetics Taszilótól a Somogyszob-Gyékényes vasútvonaltól Kaszó felé eső birtokrészét, mintegy 4200 kataszteri hold erdőt, illetve Bolhás felé is terjeszkedve Somssich Gyulától vett földeket. Mivel a birtokszerzést a törvény korlátozta, ezért létrehozta a Késmárki Ingatlanforgalmi Részvénytársaságot, amelynek tagjai – papíron – az alkalmazottjaiból kerültek ki. Az első világháborút követően a trianoni határok kijelölésének következtében Késmárk már nem számított magyar városnak, ezért a részvénytársaságot átmentette Magyarországra Bolhási Mezőgazdasági Ingatlanforgalmi Rt. néven, ahol szintén volt 1000 kataszteri hold birtoka és egy vadászkastélya. A Kaszótól északra lévő mintegy 1300 kataszteri hold erdőt és a mellette található mezőgazdasági területet, Inke község határában báró Szegedy-Ensch örököseitől vásárolta meg 1912-ben, majd ugyanebben az évben megvette báró Inkey Páltól az Iharos határában lévő 1500 kataszteri holdas birtokot. Így állt össze a 18 000 kataszteri hold területű nagybirtok, amely ebben az időszakban felvirágozhatott. Az erdő rejtekében megbúvó kis puszta, Kaszó lett úgymond a központja, ahol a herceg rendszeresen vadászott és számos előkelő vendéget is fogadott. Itt építette fel az 1910-es ausztriai világkiállításon látott vörösfenyőből ácsolt épületet amelyet tucatnyi szobával bővítettek a vendégek fogadására, így végül egy vadászkastély kerekedett belőle, amelynek belső falait a herceg trófeái díszítették. A ma is álló víztorony 1913-ban épült. Olyan európai kultúrát teremtett az erdő közepén, amelyről sok helyen álmodni sem mertek, ő hozatta a telefont, villanytelepet is csináltatott, előbb volt közvilágítása Kaszónak, mint Somogyszobnak vagy Nagyatádnak. A herceg 1926. május 14-én hunyt el. Kaszóban ravatalozták fel, de mivel ez közigazgatásilag még ekkor is Somogyszobhoz tartozott, a halotti anyakönyvi kivonatot ott állították ki. Végső útjára a javorinai birtokára vitték, ahol a birtok által építtetett temploma mellett egy fekete márvány kereszt alatt nyert végső nyugalomra.

### Az első világháború után
A herceg halálával Kaszó életében új fejezet kezdődött. Első sajnálatos esemény, hogy 1927. február 15-én kigyulladt a kaszói vadászkastély, amely ezzel porrá is égett. Helyére később már egy kőépületet húztak fel, amiből az új vadászház lett. Az első és második világháború idején kevés férfi maradt otthon Kaszóban és a környező pusztákon. Az kaszói vadászháznak ekkor Auguszt herceg felesége és három gyermeke volt a lakója, akiket a németországi bombázások elől menekítettek ide.

### A második világháború után
Az oroszok bevonulásának hírére őket hazahívták. 1945 tavaszától Kaszó és erdejének nem volt hivatalos gazdája, ekkor élelem hiányában szinte mindenki irtotta a vadat. 1946. november 14-én a Szovjetunió javára bekebelezték a birtokot, így ettől kezdve, közel 4 évig a Szovjet Javak Igazgatósága irányította a kaszói erdő életét. Ekkor kezdődött meg az eszetlen fakitermelés is, ahonnan a faanyagot a főváros újjáépítésére szállították, emellett pedig a vadak irtása is szakadatlanul megmaradt. Hosszas évek kellettek, mire ez a mértéktelen pusztítás némileg rendbe tudott jönni. A birtok 1950. május 5-én került a magyar állam tulajdonába. Tulajdonosként az állami kincstárt, kezelőként a Magyar Állami Erdőgazdasági Üzemeket jegyezték be. 1954-ben az erdő már a Nagyatádi Erdőgazdaság kaszói erdészete néven szerepelt Fűzi László irányítása mellett. 1960-ig az eddigi erdészvezetőt sorra felváltotta Bencs Ferenc, Völgyi László, Péter Oszkár, Hanusz János, majd végül Horváth Zoltán. 1961-ben megszűnt a nagyatádi központú dél-somogyi erdőgazdaság és a területet hozzácsatolták a kaposvári közép-somogyi erdőgazdasághoz. Az új gazdaságot, a Dél-somogyi Állami Erdőgazdaságot Németh Vilmos igazgató vezette Kaposvárról, a kaszói erdészet élére pedig Kiss István került. Ő az a dr. Kiss István, aki legendaként, mindenki Kispistájaként vonult be Kaszó történetébe. 28 évig állt az erdőgazdaság élén, ez az időszak újfent Kaszó virágzását eredményezte. Persze tragédiák is tarkították a kis puszta történelmét, amikor 1957. július 15-én egy hatalmas erejű forgószél söpört végig a kaszói erdőn és alig negyed óra alatt 40 000 köbméter széltörést okozott, az akkori erdészet éves termelésének kétszeresét. Majd a tornádó 1972. július 16-án este újra pusztított a térségben, ekkor még nagyobb területen tombolva, hatalmas károkat okozott a lakóházakban is a környező pusztákon. Ezeknek a sajnálatos eseményeknek az ellenére is a fejlődés volt jellemző Kaszóra. Ekkoriban került ide a székely kapu és a harangláb is. 1967. július 1-jén a kaszói erdészet Czinege Lajos támogatásával a honvédelmi minisztériumhoz került. Kiss István és Czinege barátsága ekkor már közismert volt. Ekkoriban épültek meg a kaszói utak, felújították a vadászházat, irodák épültek és elkészült az üdülő.

### Napjainkban
1989-ben mivel Kaszó nem maradhatott meg önálló erdőgazdaságként, Veszprémhez csatolták. 1994-től önálló község. A Kaszó Erdőgazdaság Rt. ma 15 000 hektár erdőt mondhat magáénak, fűrészüzeme Szentán található. Az itt gyártott parkettafríz 80-90%-át exportálják. Kaszó erdeiben napjainkban is aktív vadászatot folytatnak, vadállományának minősége országos viszonylatban még mindig előkelő helyen áll.

## Közélete

### Polgármesterei
- 1990–1994:
- 1994–1998: Végvári Jenő (független)[3]
- 1998–2002: Végvári Jenő (független)[4]
- 2002–2006: Hajdu Tibor (független)[5]
- 2006–2010: Hajdu Tibor (független)[6]
- 2010–2014: Hajdu Tibor (független)[7]
- 2014–2019: Hajdu Tibor (független)[8]
- 2019–2024: Hajdu Tibor (független)[9]
- 2024– : Janurik László (független)[1]

## Népesség
A település népességének változása:
| Lakosok száma | 110  | 97   | 95   | 90   | 78   | 83   | 83   |
|               | 2013 | 2014 | 2015 | 2021 | 2022 | 2023 | 2024 |

A 2011-es népszámlálás során a lakosok 72,4%-a magyarnak, 1,9% cigánynak, 2,9% németnek mondta magát (27,6% nem nyilatkozott; a kettős identitások miatt a végösszeg nagyobb lehet 100%-nál). A vallási megoszlás a következő volt: római katolikus 61%, református 4,8%, felekezet nélküli 9,5% (24,8% nem nyilatkozott).
2022-ben a lakosság 92,3%-a vallotta magát magyarnak, 3,8% németnek (6,4% nem nyilatkozott; a kettős identitások miatt a végösszeg nagyobb lehet 100%-nál). Vallásuk szerint 56,4% volt római katolikus, 5,1% református, 1,3% evangélikus, 1,3% egyéb katolikus, 6,4% felekezeten kívüli (29,5% nem válaszolt).

## Nevezetességei
- Kaszói Állami Erdei Vasút
- Baláta-tó
- Vadaskert (vaddisznók, szarvasok)
- Különféle tanösvények, köztük a 2017-ben megnyílt Lombkorona tanösvény, amelynek faszerkezetű építménye mintegy 9 méter magasban vezet a fák között, és számos interaktív, ismeretterjesztő játék is található rajta.[12]
- Duatlon OB
- A Kaszóhoz tartozó Darvaspusztán egy kis templom áll, előtte pedig egy 1932-ben emelt kőkereszt.

## Képek

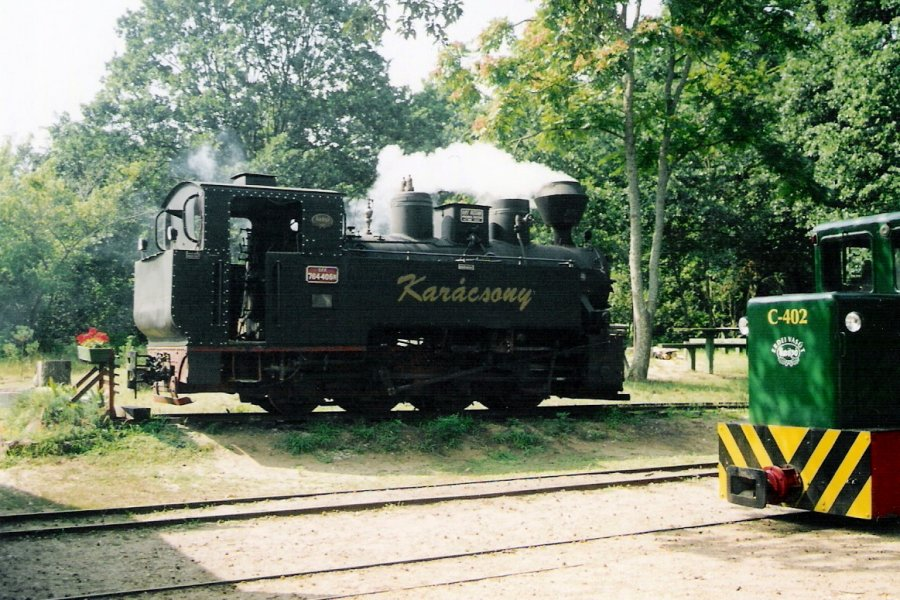
A kaszói kisvasút gőzmozdonya
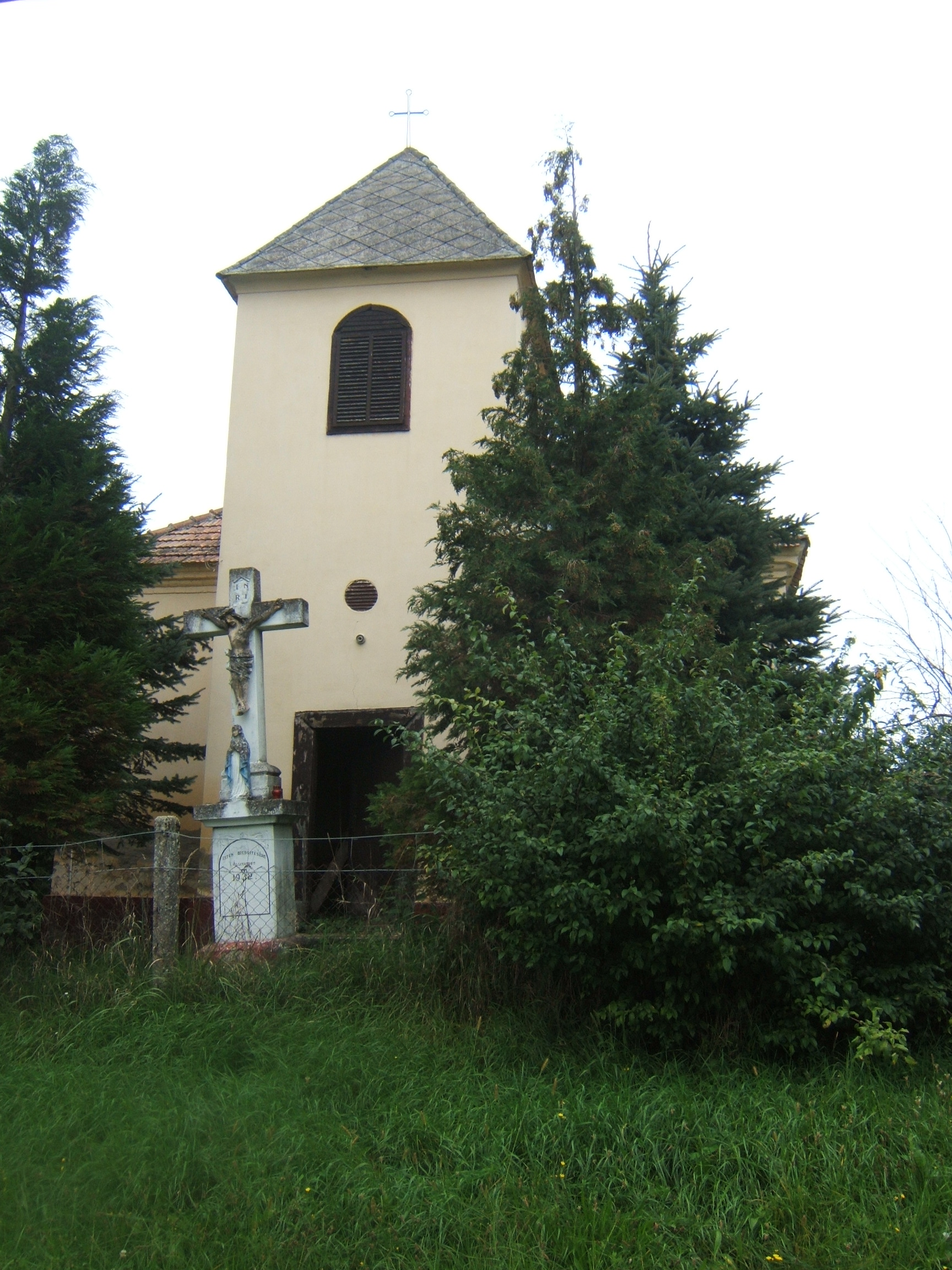
A Kaszóhoz tartozó Darvaspuszta kis temploma
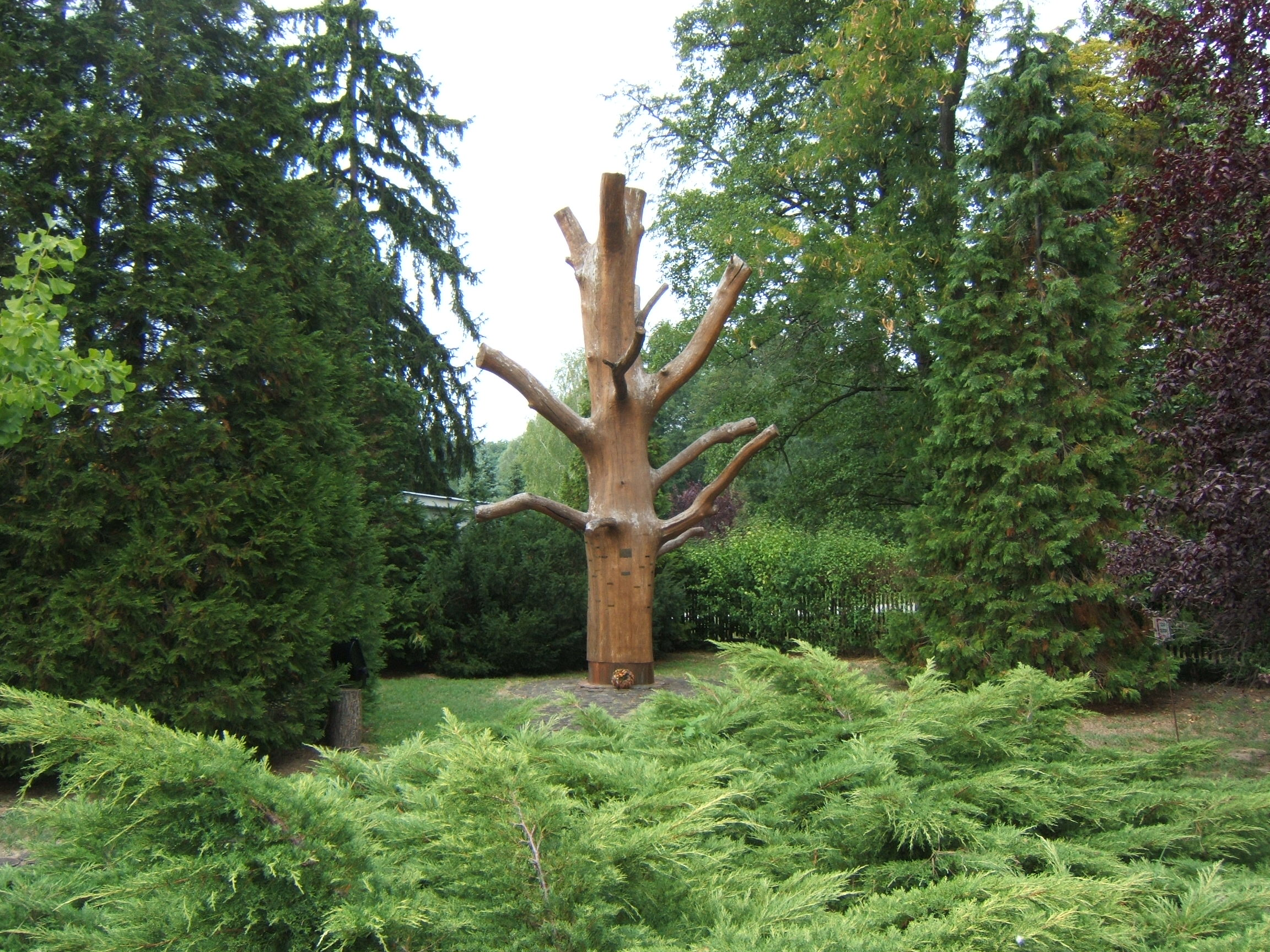
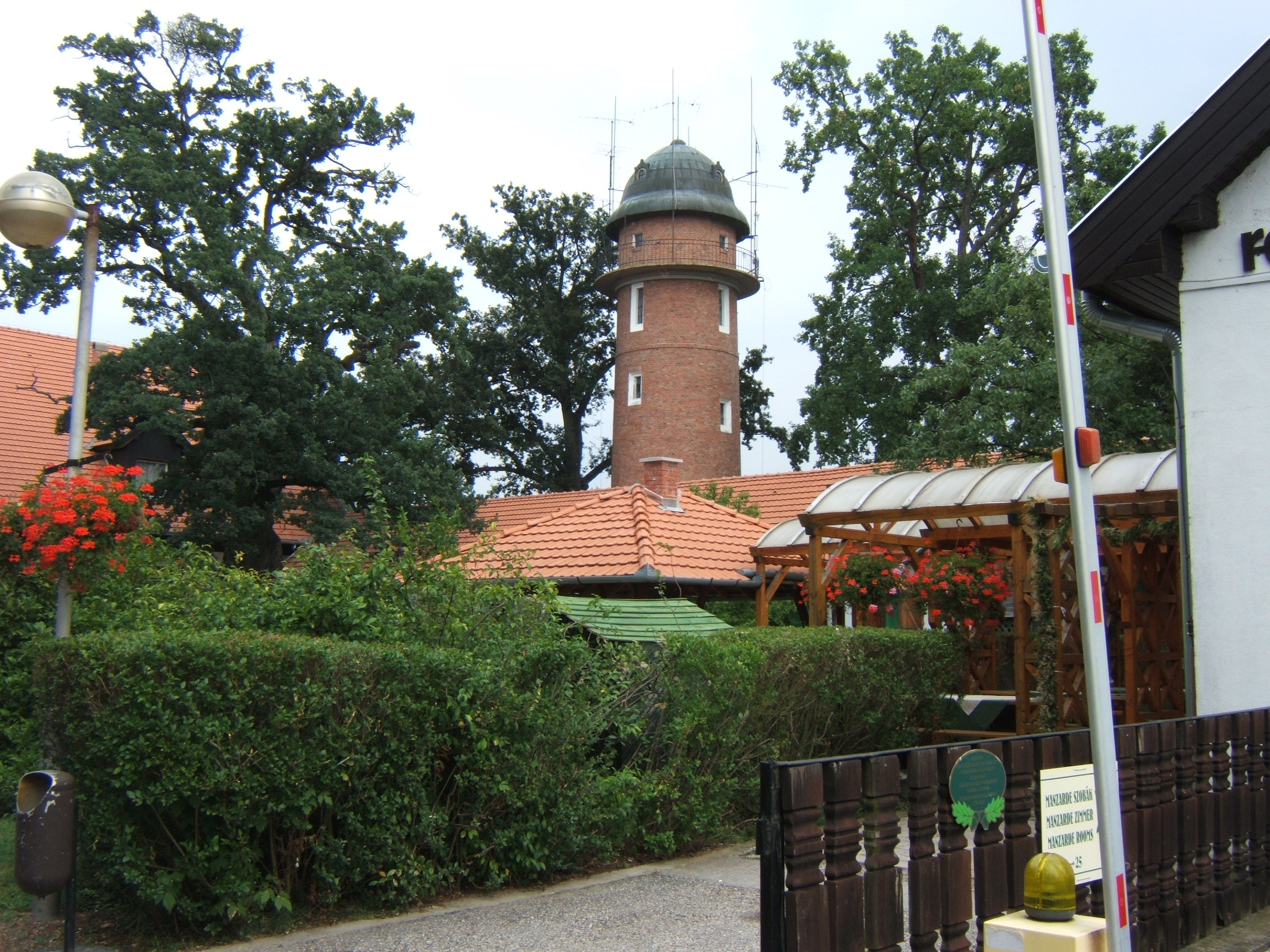
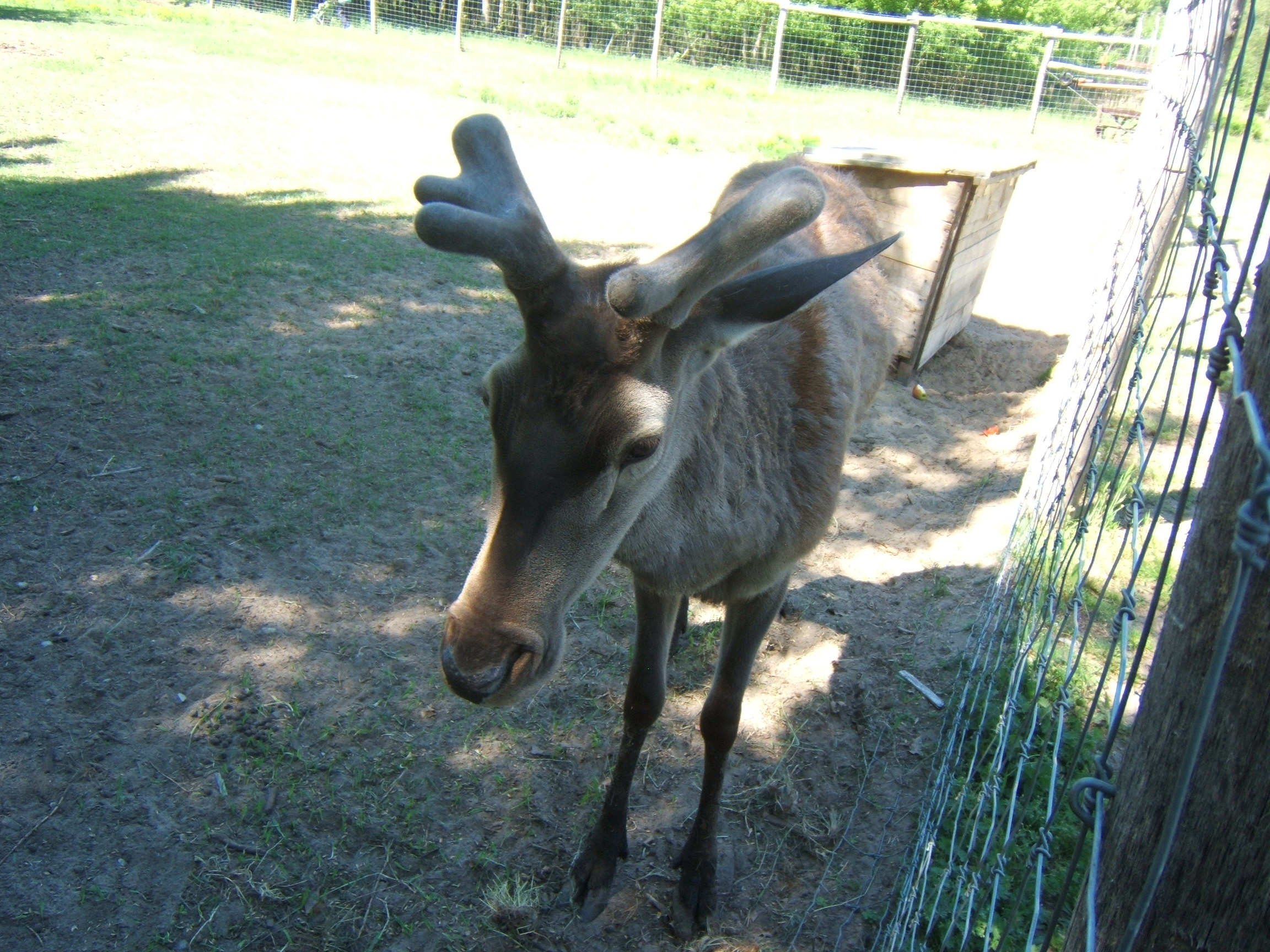
A vadaskert
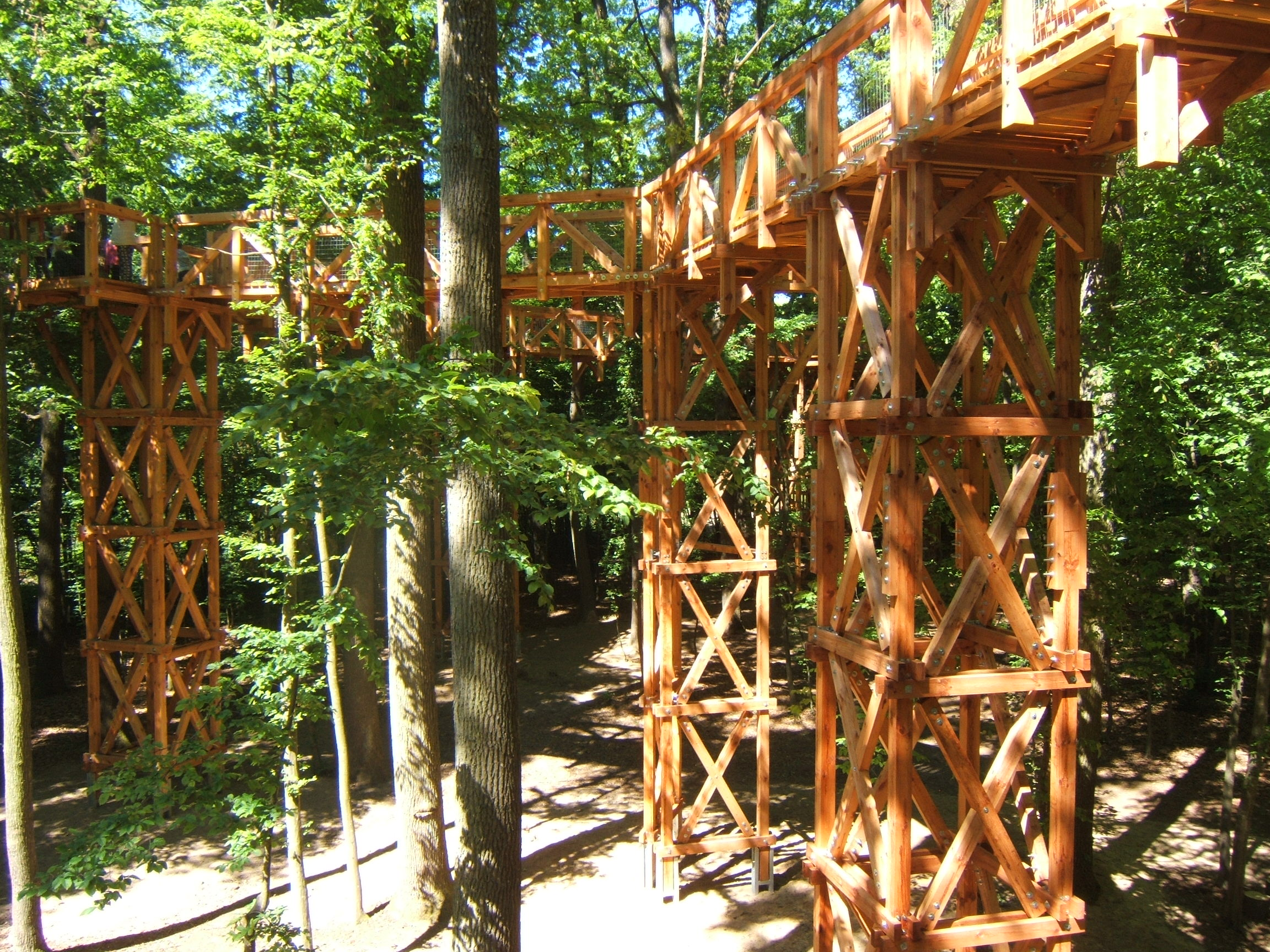
A Lombkorona tanösvény